# Số thực

Kí hiệu tập hợp số thực (ℝ)

Trong toán học, một số thực là một giá trị của một đại lượng liên tục có thể biểu thị một khoảng cách dọc theo một đường thẳng (hoặc cách khác, đại lượng có thể được biểu diễn dưới dạng khai triển thập phân vô hạn). Tính từ thực trong bối cảnh này được René Descartes giới thiệu vào thế kỷ 17, với mục đích phân biệt giữa nghiệm thực và ảo của đa thức. Các số thực bao gồm tất cả các số hữu tỷ, chẳng hạn như số nguyên −5 và phân số 4/3 và tất cả các số vô tỷ, chẳng hạn như {\displaystyle {\sqrt {2}}} (1,41421356..., căn bậc hai của 2, số đại số vô tỷ). Bao gồm trong các số vô tỷ là các số siêu việt, chẳng hạn như số π (3.14159265...). Ngoài việc đo khoảng cách, số thực có thể được sử dụng để đo các đại lượng như thời gian, khối lượng, năng lượng, vận tốc và nhiều đại lượng khác. Tập hợp các số thực được biểu thị bằng ký hiệu R hoặc {\displaystyle \mathbb {R} } và đôi khi được gọi là "thực".
Các số thực có thể được coi là các điểm trên một dòng dài vô hạn gọi là trục số, trong đó các điểm tương ứng với các số nguyên cách đều nhau. Bất kỳ số thực nào cũng có thể được xác định bằng cách biểu diễn thập phân vô hạn, chẳng hạn như số 8.632, trong đó mỗi chữ số liên tiếp được tính bằng một phần mười giá trị của số trước. Trục số thực có thể được coi là một phần của mặt phẳng phức. 

Số thực có thể được coi là điểm trên một trục số dài vô hạn

Những mô tả về các số thực không đủ nghiêm ngặt theo các tiêu chuẩn hiện đại của toán học thuần túy. Việc phát hiện ra một định nghĩa phù hợp nghiêm ngặt về các con số thực sự, thực tế, việc nhận ra rằng một định nghĩa tốt hơn là cần thiết là một trong những phát triển quan trọng nhất của toán học thế kỷ 19. Định nghĩa tiên đề theo tiêu chuẩn hiện tại là các số thực tạo thành trường có thứ tự hoàn chỉnh Dedekind (R; +; ·; <), cho đến một đẳng cấu,  trong khi các định nghĩa xây dựng phổ biến của các số thực bao gồm khai báo chúng là tương đương các lớp trình tự Cauchy của các số hữu tỷ, cắt Dedekind hoặc biểu diễn thập phân vô hạn, cùng với các diễn giải chính xác cho các phép toán số học và quan hệ thứ tự. Tất cả các định nghĩa này đáp ứng định nghĩa tiên đề và do đó là tương đương.
Tập hợp tất cả các số thực là không thể đếm được; nghĩa là: trong khi tập hợp tất cả các số tự nhiên và các tập hợp của tất cả các số thực đều là các tập hợp vô hạn, không thể có hàm đơn ánh từ những số thực tới các số tự nhiên: lực lượng của tập hợp của tất cả các số thực (được gọi là lực lượng của continuum) lớn hơn nhiều so với lực lượng của tập hợp tất cả các số tự nhiên {\displaystyle \aleph _{0}}.
Tuyên bố rằng không có tập hợp con của số thực với số lượng lớn hơn tập hợp số tự nhiên và hoàn toàn nhỏ hơn tập hợp các số thực được gọi là giả thuyết continuum (CH). Giả thuyết này được biết là không thể chứng minh được và cũng không thể bác bỏ được bằng cách sử dụng các tiên đề của lý thuyết tập hợp Zermelo Muff Fraenkel bao gồm tiên đề chọn (ZFC), nền tảng tiêu chuẩn của toán học hiện đại, theo nghĩa của một số mô hình của ZFC thỏa mãn CH, trong khi các mô hình khác lại vi phạm nó.

## Lịch sử

Các số thực (ℝ) bao gồm các số hữu tỷ (ℚ), bao gồm các số nguyên (ℤ), bao gồm các số tự nhiên (ℕ)

Phân số đơn giản được sử dụng bởi người Ai Cập khoảng 1000 BC; trong "Kinh điển Sulba " Vệ đà ("Các quy tắc của hợp âm"), c. 600 BC, bao gồm những gì có thể được gọi là "việc sử dụng" đầu tiên của số vô tỷ. Khái niệm về số vô tỷ đã được các nhà toán học Ấn Độ đầu tiên chấp nhận một cách ngầm định kể từ Manava (c. 750–690 BC), những người nhận thức được rằng căn bậc hai của một số số nhất định như 2 và 61 không thể được xác định chính xác. Khoảng 500 TCN, các nhà toán học Hy Lạp do Pythagoras làm lãnh đạo nhận ra sự cần thiết của các số vô tỷ, đặc biệt là sự vô tỷ của căn bậc hai của 2.
Thời Trung cổ đã đưa ra sự chấp nhận các số 0, âm, số nguyên và phân số, đầu tiên bởi các nhà toán học Ấn Độ và Trung Quốc, và sau đó là các nhà toán học Ả Rập, những người đầu tiên coi các số vô tỷ là các đối tượng đại số, nhờ sự phát triển của môn đại số. Các nhà toán học Ả Rập đã hợp nhất các khái niệm " số " và " độ lớn " thành một ý tưởng tổng quát hơn về các số thực. Nhà toán học Ai Cập Abū Kamil Shuja ibn Aslam (c. 850–930) là người đầu tiên chấp nhận số vô tỉ như các nghiệm của phương trình bậc hai hoặc như hệ số trong một phương trình, thường ở dạng của căn bậc hai, căn bậc ba và căn bậc bốn.
Vào thế kỷ 16, Simon Stevin đã tạo ra cơ sở cho ký hiệu thập phân hiện đại và nhấn mạnh rằng không có sự khác biệt giữa các số hữu tỷ và số vô tỷ trong vấn đề này.
Vào thế kỷ 17, Descartes đã giới thiệu thuật ngữ "thực" để mô tả nghiệm của một đa thức, phân biệt chúng với những nghiệm "ảo".
Trong thế kỷ 18 và 19, có nhiều công trình về những số vô tỷ và số siêu việt. Johann Heinrich Lambert (1761) đã đưa ra chứng minh sai đầu tiên rằng π không thể là số hữu tỷ; sau đó Adrien-Marie Legendre (1794) đã hoàn thành chứng minh này, và cho thấy rằng π không phải là căn bậc hai của một số hữu tỷ. Paolo Ruffini (1799) và Niels Henrik Abel (1842) đều đã chứng minh thành công định lý Abel-Ruffini: nội dung là phương trình bậc 5 hoặc cao hơn không thể được giải quyết bằng một công thức chung chỉ gồm các phép toán cộng trừ nhân chia và khai căn.
Évariste Galois (1832) đã phát triển các kỹ thuật để xác định liệu một phương trình đã cho có thể được giải bằng phép khai căn, điều này đã tạo ra lĩnh vực của lý thuyết Galois. Joseph Liouville (1840) đã chỉ ra rằng cả e và e2 đều không thể là nghiệm số của một phương trình bậc hai có hệ số nguyên, và sau đó thiết lập sự tồn tại của các số siêu việt; Georg Cantor (1873) đã mở rộng và đơn giản hóa rất nhiều chứng minh này. Charles Hermite (1873) lần đầu tiên chứng minh rằng e là số siêu việt, và Ferdinand von Lindemann (1882), chứng minh rằng π là siêu việt. Chứng minh của Lindemann đã được Weierstrass (1885) đơn giản hóa, và tiếp tục được David Hilbert (1893) đơn giản hóa tiếp, và cuối cùng đã được Adolf Hurwitz và Paul Gordan đơn giản hóa đến mức độ đại số sơ cấp.
Sự phát triển của vi tích phân trong thế kỷ 18 đã sử dụng toàn bộ tập hợp các số thực mà không xác định chúng rõ ràng. Định nghĩa chặt chẽ đầu tiên của số thực được Georg Cantor công bố vào năm 1871. Năm 1874, ông chứng minh rằng tập hợp tất cả các số thực là vô hạn không đếm được nhưng tập hợp tất cả các số đại số là vô hạn đếm được. Trái với niềm tin rộng rãi, phương pháp chứng minh đầu tiên của ông không phải là lập luận đường chéo nổi tiếng của ông, mà ông đã xuất bản năm 1891. Xem bằng chứng không thể đếm được đầu tiên của Cantor.

## Định nghĩa
Hệ thống số thực {\displaystyle (\mathbb {R} ;{}+{};{}\cdot {};{}<{})} có thể được định nghĩa theo hệ tiên đề theo phép đẳng cấu, được mô tả sau đây. Cũng có nhiều cách để xây dựng hệ thống số thực "" và một cách tiếp cận phổ biến bao gồm việc bắt đầu từ các số tự nhiên, sau đó xác định các số hữu tỉ về mặt đại số, và cuối cùng là xác định các số thực như các lớp tương đương của dãy Cauchy của chúng hoặc như cắt Dedekind, mà là một tập hợp con nhất định của tập hợp số hữu tỉ. Một cách tiếp cận khác là bắt đầu từ một số tiên đề chặt chẽ của hình học Euclide (theo cách nói của Hilbert hoặc của Tarski), và sau đó xác định hệ thống số thực về mặt hình học. Tất cả các cấu trúc này của các số thực đã được chứng minh là tương đương, có nghĩa là các hệ thống số này là đẳng cấu với nhau.

### Tiếp cận dùng tiên đề
Tập hợp {\displaystyle \mathbb {R} } là tập hợp tất cả các số thực, mà thỏa mãn các điều kiện sau:
- Tập hợp {\displaystyle \mathbb {R} } là một trường, nghĩa là phép cộng và phép nhân được xác định và có các thuộc tính thông thường.
- Trường {\displaystyle \mathbb {R} } được sắp xếp theo thứ tự, nghĩa là có tổng thứ tự ≥ sao cho tất cả các số thực x, y và z:
  - nếu x ≥ y thì x + z ≥ y + z;
  - nếu x ≥ 0 và y ≥ 0 thì xy ≥ 0.
- Thứ tự là hoàn tất (đầy đủ, hoàn thành) Dedekind, có nghĩa là mọi tập con S không rỗng của {\displaystyle \mathbb {R} } với giới hạn trên trong {\displaystyle \mathbb {R} } có giới hạn trên nhỏ nhất (hay còn gọi là supremum) nằm trong {\displaystyle \mathbb {R} }.

Thuộc tính cuối cùng là thứ phân biệt số thực với số hữu tỷ (và với các trường khác có thứ tự kỳ lạ hơn). Ví dụ, {\displaystyle \{x\in \mathbb {Q} :x^{2}<2\}} có giới hạn trên hợp lý (ví dụ: 1,42), nhưng không có giới hạn trên hợp lý nhỏ nhất, vì {\displaystyle {\sqrt {2}}} không phải là số hữu tỷ.
Các thuộc tính này ngụ ý thuộc tính Archimedes (không được ngụ ý bởi các định nghĩa khác về tính đầy đủ), cho biết rằng tập hợp các số nguyên không có giới hạn trên trong số thực. Trên thực tế, nếu điều này là sai, thì các số nguyên sẽ có giới hạn trên N nhỏ nhất; khi đó, N - 1 sẽ không là giới hạn trên và sẽ có một số nguyên n sao cho n > N – 1, và do đó n + 1 > N, điều này mâu thuẫn với thuộc tính giới hạn trên của N.
Các số thực được chỉ định duy nhất bởi các thuộc tính trên. Chính xác hơn, với bất kỳ hai trường có thứ tự hoàn chỉnh Dedekind {\displaystyle \mathbb {R} _{1}} và {\displaystyle \mathbb {R} _{2}}, tồn tại một trường duy nhất đẳng cấu từ {\displaystyle \mathbb {R} _{1}} đến {\displaystyle \mathbb {R_{2}} }. Tính duy nhất này cho phép chúng ta nhìn nhận về chúng về cơ bản là cùng một đối tượng toán học.
Đối với một tiên đề khác về {\displaystyle \mathbb {R} }, hãy xem tiên đề của Tarski về số thực.

### Xây dựng từ các số hữu tỉ
Các số thực có thể được xây dựng như một sự hoàn chỉnh hóa các số hữu tỉ, theo cách mà một dãy được xác định bằng khai triển thập phân hoặc nhị phân như (3; 3.1; 3.14; 3.141; 3.1415;...) hội tụ thành một số thực duy nhất —Trong trường hợp này là π. Để biết chi tiết và các cấu trúc khác của số thực, hãy xem cấu tạo của số thực.

## Tính chất

### Các tính chất cơ bản
- Bất kỳ số thực khác không là số âm hoặc số dương.
- Tổng và tích của hai số thực không âm cũng là một số thực không âm, nghĩa là chúng được đóng trong các phép toán này và tạo thành một vành số dương, từ đó tạo ra một thứ tự tuyến tính của các số thực dọc theo một trục số.
- Những số thực tạo nên một tập hợp vô hạn các số mà không thể được đơn ánh tới tập hợpvô hạn của các số tự nhiên, tức là có vô cùng nhiều không đếm được các số thực, trong khi các số tự nhiên được gọi là tập hợp vô hạn đếm được. Điều này chứng tỏ rằng trong một số ý nghĩa, có nhiều số thực hơn so với các phần tử trong bất kỳ tập hợp đếm được nào.
- Có một hệ thống các tập hợp con vô hạn có thể đếm được của các số thực, ví dụ: số nguyên, số hữu tỷ, số đại số và số tính được, mỗi tập hợp là một tập hợp con thực sự của tập hợp tiếp theo. Các phần bù của tất cả các tập hợp này (số thực vô tỷ, số siêu việt và số không tính toán được) đối với các số thực, đều là các tập hợp vô hạn không đếm được.
- Số thực có thể được sử dụng để thể hiện các phép đo đại lượng liên tục. Chúng có thể được biểu thị bằng các biểu diễn thập phân, hầu hết chúng có một chuỗi các chữ số vô hạn ở bên phải dấu thập phân; chúng thường được biểu diễn như 324.823122147..., trong đó dấu chấm lửng (ba dấu chấm) chỉ ra rằng vẫn còn nhiều chữ số nữa sẽ xuất hiện. Điều này gợi ý cho thực tế rằng chúng ta chỉ có thể biểu thị chính xác một vài số thực được chọn với một số hữu hạn chữ số.

Chính thức hơn, các số thực có hai thuộc tính cơ bản là trường có thứ tự và có thuộc tính cận trên thấp nhất. Thuộc tính đầu tiên nói rằng các số thực bao gồm một trường, với phép cộng và phép nhân cũng như phép chia cho các số khác không, có thể được sắp xếp hoàn toàn trên một trục số theo cách tương thích với phép cộng và phép nhân. Thuộc tính thứ hai nói rằng, nếu một tập hợp các số thực không trống có giới hạn trên, thì nó có cận trên là số thực nhỏ nhất. Điều kiện thứ hai phân biệt các số thực với các số hữu tỷ: ví dụ: tập hợp các số hữu tỷ có bình phương nhỏ hơn 2 là tập hợp có giới hạn trên (ví dụ 1,5) nhưng không có cận trên tối thiểu (là số hữu tỷ): do đó các số hữu tỷ không đáp ứng các tính chất có cận trên nhỏ nhất.

### Tính hoàn chỉnh
Một lý do chính cho việc sử dụng số thực là nhiều dãy số có giới hạn không hữu tỷ. Về mặt hình thức hơn, các số thực là hoàn chỉnh (theo nghĩa của không gian số liệu hoặc không gian đồng nhất, nghĩa là khác với tính hoàn chỉnh Dedekind của thứ tự trong phần trước):
Một dãy (xn) gồm các số thực được gọi là dãy Cauchy nếu với bất kỳ ε > 0 nào tồn tại số nguyên N (có thể phụ thuộc vào ε) sao cho khoảng cách |xn − xm| nhỏ hơn ε với mọi n và m đều lớn hơn N. Định nghĩa này, ban đầu được Cauchy đưa ra, chuẩn hóa thực tế rằng xn cuối cùng tiến đến và gần sát nhau một cách tùy ý.
Một dãy (xn) hội tụ đến giới hạn x nếu các phần tử của nó cuối cùng đến và tiếp tục gần với x một cách tùy ý, nghĩa là, nếu với bất kỳ ε > 0 thì tồn tại một số nguyên N (có thể phụ thuộc vào ε) sao cho khoảng cách |xn − x| nhỏ hơn ε với mọi n lớn hơn N.
Mọi dãy hội tụ là một dãy Cauchy, và điều ngược lại đúng với các số thực, và điều này có nghĩa là không gian tôpô của các số thực là hoàn chỉnh.
Tập hợp các số hữu tỉ là không đầy đủ. Ví dụ, dãy (1; 1.4; 1.41; 1.414; 1.4142; 1.41421;...), trong đó mỗi số hạng thêm một chữ số của khai triển thập phân của căn bậc hai dương của 2, là dãy Cauchy nhưng nó không hội tụ thành một số hữu tỉ (ngược lại, trong tập hợp các số thực, nó hội tụ về căn bậc hai dương của 2).
Tính chất đầy đủ của các số thực là cơ sở để xây dựng phép vi tích phân, và nói chung là giải tích toán học. Đặc biệt, việc kiểm tra rằng một dãy là một dãy Cauchy cho phép chứng minh rằng một dãy có giới hạn, mà không cần tính toán giới hạn này, và thậm chí không cần biết về nó.
Ví dụ, chuỗi tiêu chuẩn của hàm mũ
{\displaystyle e^{x}=\sum _{n=0}^{\infty }{\frac {x^{n}}{n!}}}
hội tụ tới một số thực với mọi x, vì tổng
{\displaystyle \sum _{n=N}^{M}{\frac {x^{n}}{n!}}}
có thể được làm nhỏ tùy ý (không phụ thuộc vào M) bằng cách chọn N đủ lớn. Điều này chứng tỏ rằng chuỗi này là một chuỗi Cauchy, và do đó hội tụ, cho thấy rằng {\displaystyle e^{x}} được xác định rõ ràng với mọi x.

### "Trường được xếp thứ tự hoàn chỉnh"
Các số thực thường được mô tả là "trường có thứ tự hoàn chỉnh", một cụm từ có thể được hiểu theo nhiều cách.
Đầu tiên, một thứ tự có thể là hoàn thành bên trong nó. Dễ dàng nhận thấy rằng không có trường có thứ tự nào có thể là hoàn chỉnh bên trong nó, bởi vì nó không thể có phần tử lớn nhất (với bất kỳ phần tử z, z+1 là lớn hơn).
Ngoài ra, một thứ tự có thể là hoàn chỉnh Dedekind.
Hai khái niệm về tính hoàn chỉnh này bỏ qua cấu trúc trường. Tuy nhiên, một nhóm có thứ tự (trong trường hợp này là nhóm phụ gia của trường) xác định cấu trúc đồng nhất, và cấu trúc đồng nhất có khái niệm về tính hoàn chỉnh là một trường hợp đặc biệt. (việc đề cập đến khái niệm đầy đủ trong không gian đồng nhất hơn là khái niệm có liên quan và được biết đến nhiều hơn cho không gian mêtric, vì định nghĩa của không gian metric dựa trên việc đã có đặc điểm của các số thực.) {\displaystyle \mathbb {R} } không phải là trường có thứ tự hoàn chỉnh thống nhất duy nhất, nhưng nó là trường Archimedes hoàn chỉnh đồng nhất duy nhất, và thực sự người ta thường nghe thấy cụm từ "trường Archimedes hoàn chỉnh" thay vì "trường có thứ tự hoàn chỉnh". Mọi trường Archimedes hoàn chỉnh đồng nhất cũng phải là trường hoàn chỉnh Dedekind (và ngược lại). Cảm giác đầy đủ này có liên quan chặt chẽ nhất đến việc xây dựng các thực từ các chuỗi Cauchy (việc xây dựng được thực hiện đầy đủ trong bài viết này), vì nó bắt đầu với trường Archimedean (các số hữu tỷ) và tạo thành sự hoàn thành đồng nhất của nó theo một cách tiêu chuẩn.
Nhưng cách sử dụng ban đầu của cụm từ "trường Archimedes hoàn chỉnh" là của David Hilbert, người có hàm ý với ý nghĩa khác. Ý của Hilbert là các số thực tạo thành trường Archimedes lớn nhất theo nghĩa là mọi trường Archimedes khác là một trường con của {\displaystyle \mathbb {R} }. Như vậy {\displaystyle \mathbb {R} } là "hoàn chỉnh" theo nghĩa là không thể thêm gì nữa mà không làm cho nó không còn là một trường Archimedes. Cảm giác đầy đủ này có liên quan chặt chẽ nhất đến việc xây dựng các số thực từ các số siêu thực, vì việc xây dựng đó bắt đầu với một lớp thích hợp chứa mọi trường có thứ tự (số siêu thực) và sau đó chọn từ đó trường con Archimedes lớn nhất.

### Các tính chất nâng cao
Các số thực là không thể đếm được; nghĩa là, có nhiều số thực hơn số tự nhiên, mặc dù cả hai tập hợp này đều là vô hạn. Trên thực tế, bản số của số thực bằng với bản số của các tập hợp con (tức là tập hợp lũy thừa) của các số tự nhiên, và lập luận đường chéo của Cantor nói rằng bản số của tập hợp sau lớn hơn hẳn so với bản số của {\displaystyle \mathbb {N} }. Vì tập hợp các số đại số có thể đếm được nên hầu như tất cả các số thực đều là số siêu việt. Sự không tồn tại của một tập con các số thực với bản số chính xác giữa tập hợp số nguyên và số thực được gọi là giả thuyết liên tục. Giả thuyết liên tục không thể được chứng minh cũng như không bị bác bỏ; nó độc lập với các tiên đề của lý thuyết tập hợp.
Là một không gian tôpô, các số thực có thể phân tách được. Điều này là do tập hợp các số hữu tỉ, có thể đếm được, dày đặc nằm trong các số thực. Các số vô tỉ cũng dày đặc trong các số thực, tuy nhiên chúng không đếm được và có cùng số lượng với số thực.
Các số thực tạo thành một không gian mêtric: khoảng cách giữa x và y được xác định là giá trị tuyệt đối |x − y|. Do là một tập hợp có thứ tự hoàn toàn, chúng cũng mang một cấu trúc liên kết thứ tự; cấu trúc liên kết phát sinh từ số liệu và cấu trúc liên kết phát sinh từ thứ tự giống hệt nhau, nhưng mang lại các trình bày khác nhau cho cấu trúc liên kết — trong cấu trúc liên kết thứ tự là các khoảng có thứ tự, trong cấu trúc liên kết số liệu là epsilon-ball. Cấu trúc cắt Dedekind sử dụng trình bày cấu trúc liên kết thứ tự, trong khi cấu trúc trình tự Cauchy sử dụng trình bày cấu trúc liên kết số liệu. Các thực tạo thành một không gian số liệu có thể co lại (do đó được kết nối và kết nối đơn giản), có thể phân tách và hoàn chỉnh với số chiều Hausdorff là 1. Các số thực là compact cục bộ nhưng không compact. Có nhiều thuộc tính khác nhau chỉ định duy nhất chúng; ví dụ, tất cả các cấu trúc liên kết thứ tự không bị ràng buộc, được kết nối và có thể phân tách nhất thiết phải là đồng phôi với các số thực.
Mọi số thực không âm đều có căn bậc hai thuộc {\displaystyle \mathbb {R} }, mặc dù không có số âm nào có căn bậc hai thuộc {\displaystyle \mathbb {R} }. Điều này cho thấy rằng thứ tự trên {\displaystyle \mathbb {R} } được xác định bởi cấu trúc đại số của nó. Ngoài ra, mọi đa thức bậc lẻ đều có ít nhất một nghiệm là số thực: hai thuộc tính này làm cho {\displaystyle \mathbb {R} } trở thành ví dụ hàng đầu về một trường đóng thực. Chứng minh tính chất này là nửa đầu tiên của một chứng minh của định lý cơ bản của đại số.
Các số thực có một số đo chính tắc, số đo Lebesgue, là số đo Haar trên cấu trúc của chúng như một nhóm tôpô được chuẩn hóa sao cho khoảng đơn vị [0; 1] có số đo là 1. Tồn tại các tập hợp số thực mà Lebesgue không thể đo lường được, ví dụ: Tập hợp Vitali.
Tiên đề cận trên lớn nhất về số thực đề cập đến các tập con của số thực và do đó là một câu lệnh logic bậc hai. Không thể đặc trưng cho các số thực chỉ với logic bậc nhất: định lý Löwenheim – Skolem ngụ ý rằng tồn tại một tập con dày đặc có thể đếm được của các số thực thỏa mãn chính xác các câu trong logic bậc nhất như chính các số thực. Tập hợp các số siêu thực thỏa mãn các câu thứ tự bậc nhất giống như {\displaystyle \mathbb {R} }. Các trường có thứ tự đáp ứng các câu thứ tự đầu tiên giống như {\displaystyle \mathbb {R} } được gọi là mô hình không tiêu chuẩn của {\displaystyle \mathbb {R} }. Điều này là những gì làm cho phân tích không tiêu chuẩn hoạt động; bằng cách chứng minh một câu lệnh bậc nhất trong một số mô hình không chuẩn (có thể dễ dàng hơn việc chứng minh nó trong {\displaystyle \mathbb {R} }), khi đó chúng ta hiểu rằng tuyên bố tương tự cũng phải đúng với {\displaystyle \mathbb {R} }.
Trường số thực {\displaystyle \mathbb {R} } là một trường mở rộng của trường số hữu tỉ {\displaystyle \mathbb {Q} }, và {\displaystyle \mathbb {R} } do đó có thể được xem như một không gian vectơ trên {\displaystyle \mathbb {Q} }. Lý thuyết tập hợp Zermelo – Fraenkel với tiên đề lựa chọn đảm bảo sự tồn tại của cơ sở của không gian vectơ này: tồn tại một tập hợp B gồm các số thực sao cho mọi số thực có thể được viết duy nhất dưới dạng một tổ hợp tuyến tính hữu hạn của các phần tử của tập hợp này, sử dụng chỉ các hệ số hữu tỉ, và sao cho không phần tử nào của B là tổ hợp tuyến tính hữu tỉ của các phần tử khác. Tuy nhiên, định lý tồn tại này hoàn toàn là lý thuyết, vì một cơ sở như vậy chưa bao giờ được mô tả một cách rõ ràng.
Định lý sắp xếp tốt ngụ ý rằng các số thực có thể được sắp xếp hợp lý nếu tiên đề lựa chọn được giả định: tồn tại một thứ tự toàn bộ trên {\displaystyle \mathbb {R} } với thuộc tính mà mọi tập hợp con không trống của {\displaystyle \mathbb {R} } có một phần tử nhỏ nhất trong thứ tự này. (Thứ tự tiêu chuẩn ≤ của các số thực không phải là một thứ tự tốt vì ví dụ một khoảng mở không chứa phần tử nhỏ nhất trong thứ tự này.) Một lần nữa, sự tồn tại của một trật tự tốt như vậy hoàn toàn là lý thuyết, vì nó chưa được mô tả rõ ràng. Nếu giả sử V = L cùng với các tiên đề của ZF, thứ tự tốt của các số thực có thể được xác định một cách rõ ràng bằng một công thức.
Một số thực có thể tính toán được hoặc không thể tính toán được; dù cho là tính toán ngẫu nhiên về mặt thuật toán hoặc không; và ngẫu nhiên về mặt số học hoặc không.

## Ứng dụng và kết nối với các lĩnh vực khác

### Số thực và logic
Các số thực thường được chuẩn tắc hóa bằng cách sử dụng tiên đề Zermelo-Fraenkel của lý thuyết tập hợp, nhưng một số nhà toán học nghiên cứu các số thực bằng các cơ sở logic khác của toán học. Đặc biệt, các số thực còn được nghiên cứu trong toán học đảo ngược và toán học kiến thiết.
Các số siêu thực được phát triển bởi Edwin Hewitt, Abraham Robinson và những người khác mở rộng tập hợp các số thực bằng cách giới thiệu các số vô hạn và vô hạn, cho phép xây dựng phép tính thập phân theo cách gần gũi hơn với trực giác ban đầu của Leibniz, Euler, Cauchy và những người khác.
Lý thuyết tập hợp bên trong của Edward Nelson đã làm phong phú thêm lý thuyết tập hợp Zermelo-Fraenkel về mặt cú pháp bằng cách giới thiệu một vị từ một ngôi "tiêu chuẩn". Theo cách tiếp cận này, các số tương đương là phần tử (không phải "tiêu chuẩn") của tập hợp các số thực (chứ không phải là phần tử của phần mở rộng của chúng, như trong lý thuyết của Robinson).
Giả thuyết continuum cho rằng bản số của tập hợp các số thực là {\displaystyle \aleph _{1}}; tức là vô hạn nhỏ nhất số hồng y sau {\displaystyle \aleph _{0}}, bản số của các số nguyên. Paul Cohen đã chứng minh vào năm 1963 rằng nó là một tiên đề độc lập với các tiên đề khác của lý thuyết tập hợp; nghĩa là: người ta có thể chọn giả thuyết liên tục hoặc phủ định của nó như một tiên đề của lý thuyết tập hợp, mà không có mâu thuẫn.

### Trong vật lý
Trong khoa học vật lý, hầu hết các hằng số vật lý như hằng số hấp dẫn phổ quát và các biến vật lý, chẳng hạn như vị trí, khối lượng, tốc độ và điện tích, được mô hình hóa bằng cách sử dụng số thực. Trên thực tế, các lý thuyết vật lý cơ bản như cơ học cổ điển, điện từ học, cơ học lượng tử , thuyết tương đối rộng và mô hình chuẩn được mô tả bằng cách sử dụng các cấu trúc toán học, điển hình là đa tạp trơn hoặc không gian Hilbert, dựa trên các số thực, mặc dù các phép đo thực tế của các đại lượng vật lý có độ chính xác hữu hạn.
Các nhà vật lý thỉnh thoảng gợi ý rằng một lý thuyết cơ bản hơn sẽ thay thế các số thực bằng các đại lượng không tạo thành một continuum, nhưng những đề xuất như vậy vẫn mang tính suy đoán.

### Trong tính toán
Với một số ngoại lệ, hầu hết các máy tính không hoạt động trên số thực. Thay vào đó, chúng hoạt động với các phép xấp xỉ chính xác hữu hạn được gọi là số dấu phẩy động. Trên thực tế, hầu hết các phép tính khoa học đều sử dụng số học dấu phẩy động. Các số thực thỏa mãn các quy tắc thông thường của số học, nhưng số dấu phẩy động thì không.
Máy tính không thể lưu trữ trực tiếp các số thực tùy ý có vô số chữ số. Độ chính xác có thể đạt được bị giới hạn bởi số lượng bit được phân bổ để lưu trữ một số, cho dù là số dấu phẩy động hay số có độ chính xác tùy ý. Tuy nhiên, các hệ thống đại số máy tính có thể hoạt động chính xác trên các đại lượng vô tỉ bằng cách thao tác các công thức cho chúng (chẳng hạn như {\displaystyle {\sqrt {2}},}{\displaystyle \arcsin(2/23),} hoặc {\displaystyle \textstyle \int _{0}^{1}x^{x}\,dx}) chứ không phải là xấp xỉ hữu tỉ hoặc thập phân của chúng. Nói chung, không thể xác định xem hai biểu thức như vậy có bằng nhau hay không (bài toán hằng số).
Một số thực được gọi là có thể tính toán được nếu tồn tại một thuật toán đưa ra các chữ số của nó. Bởi vì chỉ có nhiều thuật toán có thể đếm được nhưng một số thực là không đếm được, hầu như tất cả các số thực đều không thể tính toán được. Hơn nữa, sự bằng nhau của hai số có thể tính toán được là một vấn đề không thể giải quyết được. Một số nhà toán học kiến tạo chỉ chấp nhận sự tồn tại của những số thực mà có thể tính toán được. Tập hợp các số có thể xác định được rộng hơn, nhưng vẫn chỉ có thể đếm được.

### Số thực trong lý thuyết tập hợp
Trong lý thuyết tập hợp, cụ thể là lý thuyết tập hợp mô tả, không gian Baire được sử dụng làm đại diện cho các số thực vì sau này có một số thuộc tính tôpô (tính liên thông) gây bất tiện về kỹ thuật. Các phần tử của không gian Baire được gọi là "các số thực".

## Các phép toán
- Phép cộng: Trên {\displaystyle \mathbb {R} }, phép cộng được xây dựng bởi ánh xạ sau:

{\displaystyle \mathbb {R} \times \mathbb {R} \,\mapsto \,\mathbb {R} }: Phép cộng là đóng trên {\displaystyle \mathbb {R} }
{\displaystyle \left(a,\,b\right)\,\mapsto \,a+b}
Sao cho:
{\displaystyle \forall \,\,a\,\in \,\mathbb {R} :a+0=a}
{\displaystyle \forall \,\,a,\,b\,\in \,\mathbb {R} :a+b=\left(a+b\right)}
Có thể thấy phép cộng xác định như trên là tồn tại và duy nhất.
Ngoài ra, ta còn có thể chứng minh được rằng:
1. {\displaystyle \forall \,\,a,\,b\,\in \,\mathbb {R} :a+b=b+a}
2. {\displaystyle \forall \,\,a,\,b,\,c\,\in \,\mathbb {R} :\left(a+b\right)+c=a+\left(b+c\right)}
3. {\displaystyle \forall \,\,a,\,b,\,c\,\in \,\mathbb {R} :a+c=b+c\,\Rightarrow \,a=b}

- Phép trừ
- Phép nhân
- Phép chia
- Phép lũy thừa
- Phép khai căn
- Phép logarit

Giá trị tuyệt đối của số thực a là khoảng cách từ điểm a đến 0 trên trục số thực và kí hiệu là |a|.(Đọc là: Giá trị tuyệt đối của a).Lưu ý: Giá trị tuyệt đối của số thực a luôn được kết quả là một số lớn hơn hoặc bằng 0.

## Các tập hợp số

Tập hợp số thực

{\displaystyle \mathbb {N} }: Tập hợp số tự nhiên (Natural numbers)
{\displaystyle \mathbb {Z} }: Tập hợp số nguyên (Integers numbers)
{\displaystyle \mathbb {Q} }: Tập hợp số hữu tỉ (Rational numbers)
{\displaystyle \mathbb {I} =\mathbb {R} \setminus \mathbb {Q} }: Tập hợp số vô tỉ (Irrational numbers)
{\displaystyle \mathbb {R} }: Tập hợp số thực (Real numbers)
Ngoài ra, một số thực có thể là số đại số hoặc số siêu việt.
Tập hợp số thực là tập hợp con của số phức {\displaystyle z=a+bi}, khi hệ số {\displaystyle b=0}

## Các tập hợp con trên Tập hợp các số thực
Khoảng:
{\displaystyle \mathbb {R} =\left(-\infty ,\,\infty \right)}
Ví dụ:
{\displaystyle x\in \mathbb {N} ^{*}\Leftrightarrow \,x\in \left(0,\,\infty \right)}
Đoạn:
{\displaystyle {\text{A}}=\left[3,\,5\right]\,\Leftrightarrow \,{\text{A}}=\left\{x\mid 3\leq x\leq 5\right\}}
Nửa khoảng:
{\displaystyle x\in \mathbb {N} \,\Leftrightarrow \,x\in \left[0,\,\infty \right)}
Chú ý:
∞ đọc là vô cực.